# Памятник «Тем, кто спас мир»
Памятник «Тем, кто спас мир» (укр. Пам'ятник «Тим, хто врятував світ») посвящён ликвидаторам аварии на ЧАЭС в городе Чернобыль, находящийся около Чернобыльской пожарной части на выезде из города.
Идея создания памятника появилась в мае 1995 года к 10-летию катастрофы. В сентябре 1995 года после 4-х месяцев сбора информации, обработки множества эскизов был утвержден рабочий проект, согласно которому и был воздвигнут монумент: геральдическая часть и две скульптурные композиции. 15 апреля 1996 года скульптурная композиция была установлена на площадке. Торжественное открытие состоялось 26 апреля 1996 года.
Высота памятника составляет восемь метров. В центре монумента между ликвидаторами расположена стела, на которой в верхней части установлен крест, изображение земли, а в нижней части — знаменитая вентиляционная труба второй очереди ЧАЭС. Ежегодно в годовщину аварии на ЧАЭС к памятнику приходят работники из Чернобыля, чтобы почтить память жертв катастрофы.
На сегодня находится в аварийном состоянии.